# Olympische Winterspiele 1984/Biathlon – Staffel (Männer)
Die 4 × 7,5-km-Staffel der Männer im Biathlon bei den Olympischen Winterspielen 1984 wurde am 17. Februar 1984 um 8:45 Uhr Ortszeit in Veliko Polje am Berg Igman ausgetragen. ausgetragen. Es gingen insgesamt 68 Athleten aus 17 Nationen an den Start.
Olympiasieger wurde die Staffel der Sowjetunion vor Norwegen und Deutschland.

## Ergebnisse
| Rang | #  | Staffel                                                                       | Zeit                                                        | Strafrunden + Nachlader              | Defizit      |
| ---- | -- | ----------------------------------------------------------------------------- | ----------------------------------------------------------- | ------------------------------------ | ------------ |
| 1    | 3  | Sowjetunion Dmitri Wassilijew Juri Kaschkarow Algimantas Šalna Sergei Bulygin | 1:38:51,7 h 24:52,4 min 24:34,8 min 25:17,8 min 24:06,7 min | 2+9 0+1 0+1 0+3 0+0 0+1 2+3 0+0 0+0  | –            |
| 2    | 6  | Norwegen Odd Lirhus Eirik Kvalfoss Rolf Storsveen Kjell Søbak                 | 1:39:03,9 h 26:56,2 min 23:27,6 min 24:46,5 min 23:53,6 min | 2+10 0+1 2+3 0+0 0+2 0+1 0+1 0+0 0+2 | +12,2 s      |
| 3    | 13 | BR Deutschland Ernst Reiter Walter Pichler Peter Angerer Fritz Fischer        | 1:39:05,1 h 26:01,9 min 25:13,5 min 23:39,3 min 24:10,4 min | 1+9 0+0 0+0 0+2 1+3 0+0 0+0 0+2 0+2  | +13,4 s      |
| 4    | 5  | DDR Holger Wick Frank-Peter Roetsch Matthias Jacob Frank Ullrich              | 1:40:04,7 h 26:01,2 min 23:52,6 min 24:32,8 min 25:38,1 min | 1+9 0+0 1+3 0+0 0+0 0+0 0+3 0+1 0+2  | +1:13,0 min  |
| 5    | 7  | Italien Adriano Darioli Gottlieb Taschler Johann Passler Andreas Zingerle     | 1:42:32,8 h 26:14,3 min 25:43,5 min 25:50,4 min 24:44,6 min | 0+9 0+0 0+3 0+0 0+1 0+1 0+3 0+0 0+1  | +3:41,1 min  |
| 6    | 9  | Tschechoslowakei Jaromír Šimůnek Zdeněk Hák Peter Zelinka Jan Matouš          | 1:42:40,5 h 25:59,5 min 25:06,4 min 26:16,2 min 25:18,4 min | 4+11 0+2 0+0 0+2 0+1 0+0 1+3 0+0 3+3 | +3:48,8 min  |
| 7    | 16 | Finnland Keijo Tiitola Toivo Mäkikyrö Arto Jääskeläinen Tapio Piipponen       | 1:43:16,0 h 25:58,9 min 26:08,4 min 26:29,9 min 24:38,8 min | 2+10 0+2 0+0 0+1 1+3 0+0 0+0         | +4:24,3 min  |
| 8    | 2  | Österreich Rudolf Horn Walter Hörl Franz Schuler Alfred Eder                  | 1:43:28,1 h 26:17,2 min 25:48,6 min 26:18,7 min 25:03,6 min | 1+11 0+1 0+1 1+3 0+0 0+1 0+3 0+0 0+2 | +4:36,4 min  |
| 9    | 17 | Frankreich Francis Mougel Éric Claudon Yvon Mougel Christian Poirot           | 1:43:57,6 h 27:23,6 min 25:36,1 min 26:22,9 min 24:35,0 min | 3+10 2+3 0+2 0+0 0+0 1+3 0+2 0+0 0+0 | +5:05,9 min  |
| 10   | 11 | Schweden Sven Fahlén Tommy Höglund Roger Westling Ronnie Adolfsson            | 1:44:28,2 h 27:02,0 min 25:23,4 min 26:04,9 min 25:57,9 min | 2+14 0+3 1+3 0+0 0+1 0+2 0+0 0+2 1+3 | +5:36,5 min  |
| 11   | 4  | Vereinigte Staaten Bill Carow Donald Nielsen Jr. Lyle Nelson Josh Thompson    | 1:44:31,9 h 27:23,9 min 26:42,7 min 24:58,2 min 25:27,1 min | 0+12 0+1 0+3 0+3 0+3 0+0 0+1 0+1 0+0 | +5:40,2 min  |
| 12   | 12 | Großbritannien Jim Wood Patrick Howdle Tony McLeod Charles MacIvor            | 1:46:17,2 h 27:11,6 min 26:20,1 min 26:11,1 min 26:34,4 min | 0+13 0+1 0+0 0+1 0+2 0+1 0+3 0+3 0+2 | +7:25,5 min  |
| 13   | 10 | Rumänien Vladimir Todaşcă Mihai Rădulescu Imre Lestyan Gheorghe Berdar        | 1:47:44,8 h 26:35,8 min 26:33,5 min 26:42,1 min 27:53,4 min | 2+6 0+0 0+0 0+0 0+1 2+3 0+1          | +8:53,1 min  |
| 14   | 1  | Ungarn János Spisák Gábor Mayer László Palácsik Zsolt Kovács                  | 1:48:40,0 h 26:57,5 min 26:34,4 min 29:03,7 min 26:04,4 min | 4+13 0+1 0+1 0+1 1+3 1+3 2+3 0+0 0+1 | +9:48,3 min  |
| 15   | 14 | Japan Isao Yamase Shōichi Kinoshita Yoshinobu Murase Hiroyuki Deguchi         | 1:51:43,1 h 29:08,6 min 27:35,1 min 27:31,5 min 27:27,9 min | 1+16 0+2 1+3 0+2 0+2 0+2 0+3 0+0 0+2 | +12:51,4 min |
| 16   | 15 | China Sun Xiaoping Long Yunzhou Liu Hongwang Song Yongjun                     | 1:53:04,1 h 28:54,4 min 28:09,1 min 28:27,0 min 27:33,6 min | 0+11 0+1 0+2 0+0 0+2 0+3 0+1 0+1 0+1 | +14:12,4 min |
| 17   | 8  | Jugoslawien Andrej Lanišek Jure Velepec Zoran Ćosić Franjo Jakovac            | 1:54:13,8 h 28:28,7 min 28:32,2 min 28:30,5 min 28:42,4 min | 3+15 0+2 0+2 0+1 1+3 0+0 1+3         | +15:22,1 min |